# Puls 4
Puls 4 este un canal de televiziune terestru din Austria. După cum sugerează și numele, este al patrulea canal de televiziune cu servicii complete la nivel austriac, după ORF eins, ORF 2 și ATV.

## Istorie
Puls 4 a început ca un post de televiziune local din Viena numit „Puls TV”. În 2007, ProSiebenSat.1 Media a preluat definitiv postul. La 28 ianuarie 2008, odată cu adăugarea unui buletin de știri de noapte, postul a fost relansat ca „Puls 4”, a patra rețea terestră generală a Austriei.

## Programare

### Original
- Următorul model de top al Austriei
- Cântăreața Mascată Austria

### Importat
- Următorul top model al Americii
- domnișoară Pământ

### Seriale
- 1600 Penn (2017)
- The 4400 (2008, 2010)
- Bis in die Spitzen, versiunea germană a lui Cutting It (2010)
- Cagney & Lacey (2010)
- Criminal Minds: Suspect Behavior (Criminal Minds: Team Red) (2014-2016)
- CSI: Investigarea scenei crimei (2011-2014)
- CSI: Miami (2008-prezent)
- CSI: NY (2012-2016)
- Dawson's Creek (2009)
- Diagnostic: Crimă (Diagnostic: Mord) (2008-2016)
- Edel & Starck (2008, 2010)
- Chavez Animert, dublare germană a lui El Chavo Animado (2008-2011)
- Fringe (Fringe - Grenzfälle des FBI) (2010-2012)
- Highway to Heaven (Ein Engel auf Erden) (2008-2016)
- King (2013-2014)
- Lege si ordine
- Lege și ordine: SVU
- Magnum, P.I. (Magnum) (2009-2010)
- Miami Vice (2009-2010)
- Murder, She Wrote (Mord ist ihr Hobby) (2009-2017)
- Numb3rs (Numb3rs - Die Logik des Verbrechens) (2008-2013, 2016)
- Royal Pains (2011-2014)
- Terra Nova (2012)
- The Guardian (The Guardian - Retter mit Herz) (2008-2010)
- Scutul (Scutul - Gesetz der Gewalt) (2008-2010)
- The Wonder Years (Wunderbare Jahre) (2013-2014)

### Sport
- UEFA Europa League
- UEFA Youth League
- NFL

## Logo-uri

Sigla Puls TV
Logo până în decembrie 2015
Sigla Puls 4 HD până în decembrie 2015
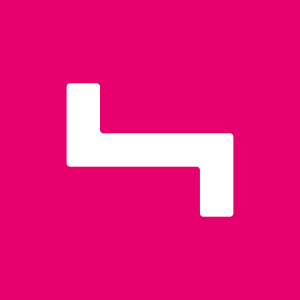
Logo din decembrie 2015 până pe 4 septembrie 2016
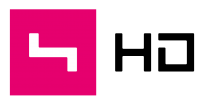
Sigla Puls 4 HD din decembrie 2015 până pe 4 septembrie 2016
Logo din 5 septembrie 2016
Sigla Puls 4 HD din 5 septembrie 2016
Cornerlogo din 5 septembrie 2016
Logo-ul de colț al Puls 4 HD din 5 septembrie 2016
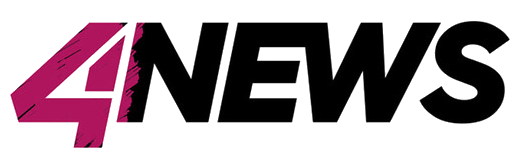
Logo-ul canalului fiică 4News din toamna anului 2016